# Prânz

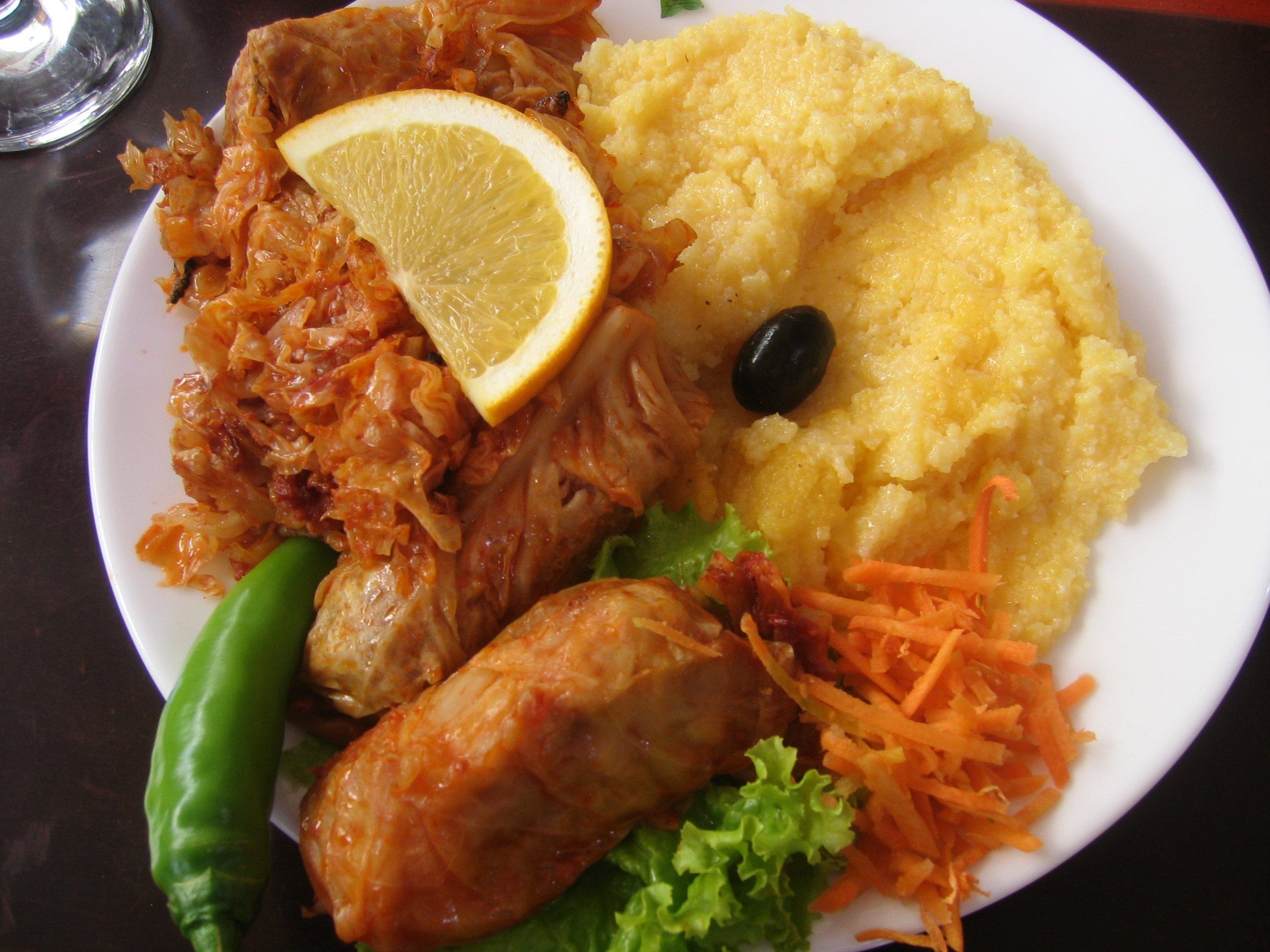
O mâncare de prânz

Un prânz sau dejun este masa principală a zilei. În unele culturi se ia la amiază, dar în alte culturi masa principală se ia seara. Deci, depinzând de țară, regiune sau clasă socială, este a două sau a treia masă luată. Un prânz simplu constă din carne, pește sau altceva cu cantitate mare de proteine servit cu legume sau produse de cereale, precum cartofi, pâine, mămăligă, orez sau fidea și cu sos. În unele culturi, dejunul constă din două sau mai multe mâncăruri, cea principală fiind precedată de supă sau alt tip de aperitiv.